# Jugoslávská liga ledního hokeje 1988/1989
Sezóna 1988/1989 byla 47. sezónou Jugoslávské ligy ledního hokeje. Vítězem se stal tým KHL Medveščak.

## Konečné pořadí
1. KHL Medveščak
2. HK Jesenice
3. HK Partizan
4. HK Olimpija Ljubljana
5. HK Crvena Zvezda Bělehrad
6. HK Vojvodina Novi Sad